# Naturhistorische Reise durch einen Theil Schwedens
Naturhistorische Reise durch einen Theil Schwedens (abreviado Naturh. Reise Schwedens) es un libro con ilustraciones y descripciones botánicas que fue escrito por el médico, botánico y micólogo alemán Georg Heinrich Weber y publicado en Gotinga en el año 1804.